# Campbell Scott
Campbell Scott (New York, 1961. július 19. –) amerikai színész, producer és rendező.
A legismertebb alakítása Mark Usher a Kártyavár című sorozatban.

## Fiatalkora
1961. július 19-én született New Yorkban, George C. Scott színész és Colleen Dewhurst színésznő gyermekeként. A középiskolát a John Jay High Schoolban végezte, ahol barátja, Stanley Tucci is osztálytársa volt, majd 1983-ban diplomázott a Lawrence Egyetemen. Testvére Alexander Scott. Az egyik apai féltestvére pedig Devon Scott színésznő.

## Pályafutása
Első filmszerepe az 1987-es Az ötödik sarok című filmben volt. 1990-ben főszerepet játszott a korszakalkotó Hosszútávú kapcsolat című filmben, amely az AIDS/HIV-járvány korai éveit és annak egy amerikai baráti társaságra gyakorolt hatását mutatja be. A következő évben rövid szereplést vállalt Kenneth Branagh rendezésében készült Meghalsz újra! című filmben, és főszerepet játszott A szerelem erejével című filmben, amelyben édesanyja, Colleen Dewhurst is szerepelt, és Julia Robertsszel együtt játszott. 1992-ben a Cameron Crowe rendezte Facérok című filmben is szerepelt, amelyben Bridget Fonda és Kyra Sedgwick voltak a partnerei. 1996-ban Stanley Tuccival együtt rendezte az Olasz módra című filmet
2002-ben a National Board of Review a legjobb színésznek járó díját kapta a Roger, a csábítás szakértője című filmben nyújtott teljesítményéért. 2006-ban pedig A hatodik kapocs című sorozatban szerepelt az ABC csatornán. 2004-ben Adam Butcher mellett szerepelt a Maraton a csodáért című filmben. 2005 és 2006 között a narrátora volt Stephen King bestsellereinek, A ragyogás és A mobil című könyveknek, valamint Ernest Hemingway Akiért a harang szól című művének is. 2007-ben a Chevron Corporation televíziós hirdetésének narrátora volt. 2009 és 2010 között visszatérő szerepet játszott A hatalom hálójában harmadik évadában, Joe Tobin szerepében.

## Magánélete
Scott kétszer házasodott. Jelenlegi feleségét, Kathleen McElfresh-t 2007-ben ismerte meg, amikor mindketten különböző színdarabokon dolgoztak a bostoni Huntington színházban.

## Filmográfia

### Film

#### Rendező és producer
| Év   | Magyar cím  | Eredeti cím                  | Feladatkör | Feladatkör |
| Év   | Magyar cím  | Eredeti cím                  | Rendező    | Producer   |
| ---- | ----------- | ---------------------------- | ---------- | ---------- |
| 1996 | Kiruccanók  | The Daytrippers              | Nem        | Vezető     |
| 1996 | Olasz módra | Big Night                    | Igen       | Igen       |
| 2001 |             | Final                        | Igen       | Igen       |
| 2003 |             | The Secret Lives of Dentists | Nem        | Igen       |
| 2003 |             | Off the Map                  | Igen       | Igen       |
| 2005 |             | The Dying Gaul               | Nem        | Igen       |
| 2009 |             | Company Retreat              | Igen       | Nem        |

#### Színész
| Év   | Magyar cím                   | Eredeti cím                             | Szerep                      | Magyar hang         |
| ---- | ---------------------------- | --------------------------------------- | --------------------------- | ------------------- |
| 1986 | Az ötödik sarok              | Five Corners                            | rendőr                      |                     |
| 1988 |                              | From Hollywood to Deadwood              | Bobby                       |                     |
| 1989 | Hosszútávú kapcsolat         | Longtime Companion                      | Willy                       |                     |
| 1990 |                              | Ain't No Way Back                       | Fletcher Kane               |                     |
| 1990 | Hosszútávú kapcsolat         | Longtime Companion                      | Willy                       | Széles Tamás        |
| 1990 | Hosszútávú kapcsolat         | Longtime Companion                      | Willy                       | Fekete Ernő         |
| 1991 | Meghalsz újra!               | Dead Again                              | Doug                        | Fazekas István      |
| 1991 | A szerelem erejével          | Dying Young                             | Victor Geddes               | Rékasi Károly       |
| 1992 | Facérok                      | Singles                                 | Steve Dunne                 | Rékasi Károly       |
| 1993 | Az ártatlan                  | The Innocent                            | Leonard                     | Rékasi Károly       |
| 1993 | Az ártatlan                  | The Innocent                            | Leonard                     | Tokaji Csaba        |
| 1994 | Mrs. Parker és az ördögi kör | Mrs. Parker and the Vicious Circle      | Robert Benchley             | Stohl András        |
| 1995 | Oltári tánc                  | Let It Be Me                            | Dr. Gabriel Rodman          |                     |
| 1996 | Kiruccanók                   | The Daytrippers                         | Eddie Masler                |                     |
| 1996 | Olasz módra                  | Big Night                               | Bob                         | Galbenisz Tomasz    |
| 1997 | A képlet csapdája            | The Spanish Prisoner                    | Joseph A. 'Joe' Ross        | Széles Tamás        |
| 1998 | Hazugságok éjszakája         | Hi-Life                                 | Ray                         | Dévai Balázs        |
| 1998 | Hajó, ha nem jó              | The Impostors                           | Meistrich                   | Kálloy Molnár Péter |
| 1999 |                              | Top of the Food Chain                   | Dr. Karel Lamonte           |                     |
| 1999 |                              | Spring Forward                          | Fredrickson                 |                     |
| 1999 |                              | Lush                                    | Lionel 'Ex' Exley           |                     |
| 2000 |                              | Other Voices                            | John                        |                     |
| 2001 | Angyali meló                 | Delivering Milo                         | Kevin                       | Czvetkó Sándor      |
| 2002 | Roger, a csábítás szakértője | Roger Dodger                            | Roger Swanson               | Széles Tamás        |
| 2003 |                              | The Secret Lives of Dentists            | David Hurst                 |                     |
| 2004 | Maraton a csodáért           | Saint Ralph                             | George Hibbert atya         | Láng Balázs         |
| 2004 | Marie és Bruce               | Marie and Bruce                         | Tommy                       |                     |
| 2005 | Kincsem                      | Loverboy                                | Paul                        |                     |
| 2005 | Ördögűzés Emily Rose üdvéért | The Exorcism of Emily Rose              | Ethan Thomas                | Epres Attila        |
| 2005 | Duma – A vadon hívó szava    | Duma                                    | Peter                       | László Zsolt        |
| 2005 |                              | The Dying Gaul                          | Jeffery Tishop              |                     |
| 2007 | Zene és szöveg               | Music and Lyrics                        | Sloan Cates                 | Fazekas István      |
| 2007 |                              | Crashing                                | Richard McMurray            |                     |
| 2007 |                              | No End in Sight                         | narrátor (hangja)           |                     |
| 2008 | Csodaországban               | Phoebe in Wonderland                    | Davis igazgató              | Rosta Sándor        |
| 2008 | Egy hét                      | One Week                                | narrátor (hangja)           | Kőszegi Ákos        |
| 2009 | Sármos Harry                 | Handsome Harry                          | David Kagan                 | Rajkai Zoltán       |
| 2009 |                              | The National Parks: America's Best Idea | különböző karakter (hangja) |                     |
| 2010 |                              | Beware the Gonzo                        | Arthur Gilman               |                     |
| 2010 |                              | God in America                          | narrátor (hangja)           |                     |
| 2010 |                              | Eye of the Hurricane                    | Bill Folsom                 |                     |
| 2011 |                              | Love, Lots of It                        | Bill Folsom                 |                     |
| 2012 | A csodálatos Pókember        | The Amazing Spider-Man                  | Richard Parker              | Jakab Csaba         |
| 2012 |                              | Still Mine                              | Gary                        |                     |
| 2012 |                              | Clinton                                 | narrátor (hangja)           |                     |
| 2013 |                              | Before I Sleep                          | Eugene fiatalon             |                     |
| 2014 | A csodálatos Pókember 2.     | The Amazing Spider-Man 2                | Richard Parker              | Jakab Csaba         |
| 2016 |                              | Manhattan Night                         | Simon Crowley               |                     |
| 2017 |                              | A Lotus 'Til Reckoning"'                | Pete                        |                     |
| 2017 |                              | A Long Time for Lovers                  | News Reporter               |                     |
| 2018 |                              | The Chaperone                           | Alan Carlisle               |                     |
| 2020 |                              | The 11th Green                          | Jeremy Rudd                 |                     |
| 2022 | Jurassic World: Világuralom  | Jurassic World Dominion                 | Dr. Lewis Dodgson           | Forgács Péter       |
| 2024 |                              | Millers in Marriage                     | Nick                        |                     |
| 2025 | Nagyik                       | Nonnas                                  | Edward Durant               | Hirtling István     |

### Televízió
| Év        | Magyar cím                                | Eredeti cím                             | Szerep                             | Megjegyzések                                               |
| --------- | ----------------------------------------- | --------------------------------------- | ---------------------------------- | ---------------------------------------------------------- |
| 1986      |                                           | L.A. Law                                | Clayton                            | 1 epizód                                                   |
| 1987      | Családi kötelékek                         | Family Ties                             | Eric Matthews                      | 1 epizód                                                   |
| 1990      |                                           | The Kennedys of Massachusetts           | Joseph P. Kennedy Jr.              | minisorozat                                                |
| 1991      | Testvérharc                               | The Perfect Tribute                     | Carter Blair                       | - tévéfilm - magyar hangja - Zalán János - Dányi Krisztián |
| 1997      |                                           | Liberty!                                | Thomas Jefferson                   | minisorozat                                                |
| 1998      |                                           | The Love Letter                         | Scott Corrigan                     | tévéfilm                                                   |
| 1998      |                                           | The Tale of Sweeney Todd                | Ben Carlyle                        | tévéfilm                                                   |
| 2000      | Hamlet                                    | Hamlet                                  | Hamlet                             | - tévéfilm - rendező - magyar hangja - Viczián Ottó        |
| 2001      | Az otthon melege                          | Follow the Stars Home                   | David McCune                       | tévéfilm                                                   |
| 2002      | A pilóta felesége                         | The Pilot's Wife                        | Roger Hart                         | tévéfilm                                                   |
| 2006      | A hatodik kapocs                          | Six Degrees                             | Steven Caseman                     | - 13 epizód - magyar hangja - Haás Vander Péter            |
| 2006      | Végveszélyben a Föld                      | Final Days of Planet Earth              | William Phillips                   | tévéfilm                                                   |
| 2009–2016 | Luxusdoki                                 | Royal Pains                             | Boris Kuester von Jurgens-Ratenicz | főszereplő                                                 |
| 2010      | A hatalom hálójában                       | Damages                                 | Joe Tobin                          | 13 epizód                                                  |
| 2012      | A férfiak, akik felépítették Amerikát     | The Men Who Built America               | narrátor (hangja)                  | minisorozat                                                |
| 2014      | Feketelista                               | The Blacklist                           | Owen Mallory / Michael Shaw        | 1 epizód                                                   |
| 2015      | Ügynöklista                               | Allegiance                              | titokzatos randipartner            | 1 epizód                                                   |
| 2016      |                                           | Sex & Drugs & Rock & Roll               | önmaga                             | mellékszereplő                                             |
| 2017      | John Oliver-show az elmúlt hét híreiről   | Last Week Tonight with John Oliver      | A választási parti vendége         | 1 epizód                                                   |
| 2017      | Babonák                                   | Lore                                    | George Brown                       | 1 epizód                                                   |
| 2017–2018 | Kártyavár                                 | House of Cards                          | Mark Usher                         | mellékszereplő                                             |
| 2018      |                                           | Dietland                                | Stanley Austen                     | mellékszereplő                                             |
| 2018      |                                           | The Men Who Built America: Frontiersmen | narrátor (hangja)                  | minisorozat                                                |
| 2019      |                                           | At Home with Amy Sedaris                | Stanley Austen                     | 1 epizód                                                   |
| 2019      |                                           | Instinct                                | Pasternack                         | 1 epizód                                                   |
| 2019      | Kísérőzene                                | Soundtrack                              | Frank                              | - főszereplő - magyar hangja - Rosta Sándor                |
| 2019–2024 | Ételek, amelyek megváltoztatták a világot | The Food That Built America             | narrátor (hangja)                  | főszereplő                                                 |
| 2021      | Gyilkos lelkek                            | Prodigal Son                            | Delaney professzor                 | 1 epizód                                                   |
| 2022      |                                           | Billions                                | Colin Drache                       | mellékszereplő                                             |
| 2022      |                                           | WeCrashed                               | Jamie Dimon                        | minisorozat                                                |